# ウォレン・デラノ・ロビンス

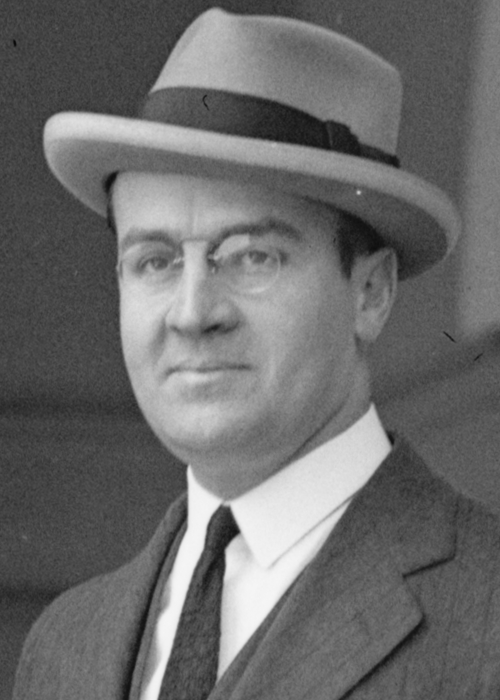
ウォレン・デラノ・ロビンス

ウォレン・デラノ・ロビンス（Warren Delano Robbins, 1885年9月3日 - 1935年4月7日）は、アメリカ合衆国の外交官。

## 生涯
ロビンスはニューヨーク州ブルックリン区において誕生した。ロビンスは1908年にハーバード大学を卒業した。ロビンスは1908年に国務省に入省した。ロビンスは外交事務官となり、海外の大使館に派遣された。ロビンスは書記官として、ポルトガル大使館（1908年-1909年）、アルゼンチン大使館（1909年-1911年）、フランス大使館（1911年-1914年）、グアテマラ大使館（1914年-1916年）に駐在した。
1916年、ロビンスは国務省ラテンアメリカ部に配置され、ワシントンD.C.勤務となった。1917年からは再び海外勤務となり、アルゼンチン大使館（1917年-1919年）、チリ大使館（1919年-1921年）に書記官として駐在した。1921年、ロビンスは国務省近東部に配置され、部長に昇進した。ロビンスは半年強をワシントンD.C.で過ごした後、再び海外勤務となった。ロビンスはドイツ大使館（1922年-1925年）、イタリア大使館（1925年-1929年）に書記官として駐在した。
1929年、ロビンスは公使に昇任した。ロビンスは駐エルサルバドル公使として任命を受け、1929年から1931年まで駐在した。ロビンスは1930年に、ホワイトハウス儀典官としての任命も受けた。1931年にエルサルバドルから帰国後、ロビンスは国務省儀典長として任命を受けた。ロビンスは儀典長として、外国から訪問する要人の接待その他の外交上の儀礼について責任を負った。
1933年、ロビンスは駐カナダ公使として任命を受けた。ロビンスは1935年に駐カナダ公使を退任し、アメリカに帰国した。ロビンスは帰国直後、肺炎により死去した。ロビンスの遺体はアメリカへ移送され、マサチューセッツ州フェアヘイヴンのリヴァーサイド墓地に埋葬された。

## 家族

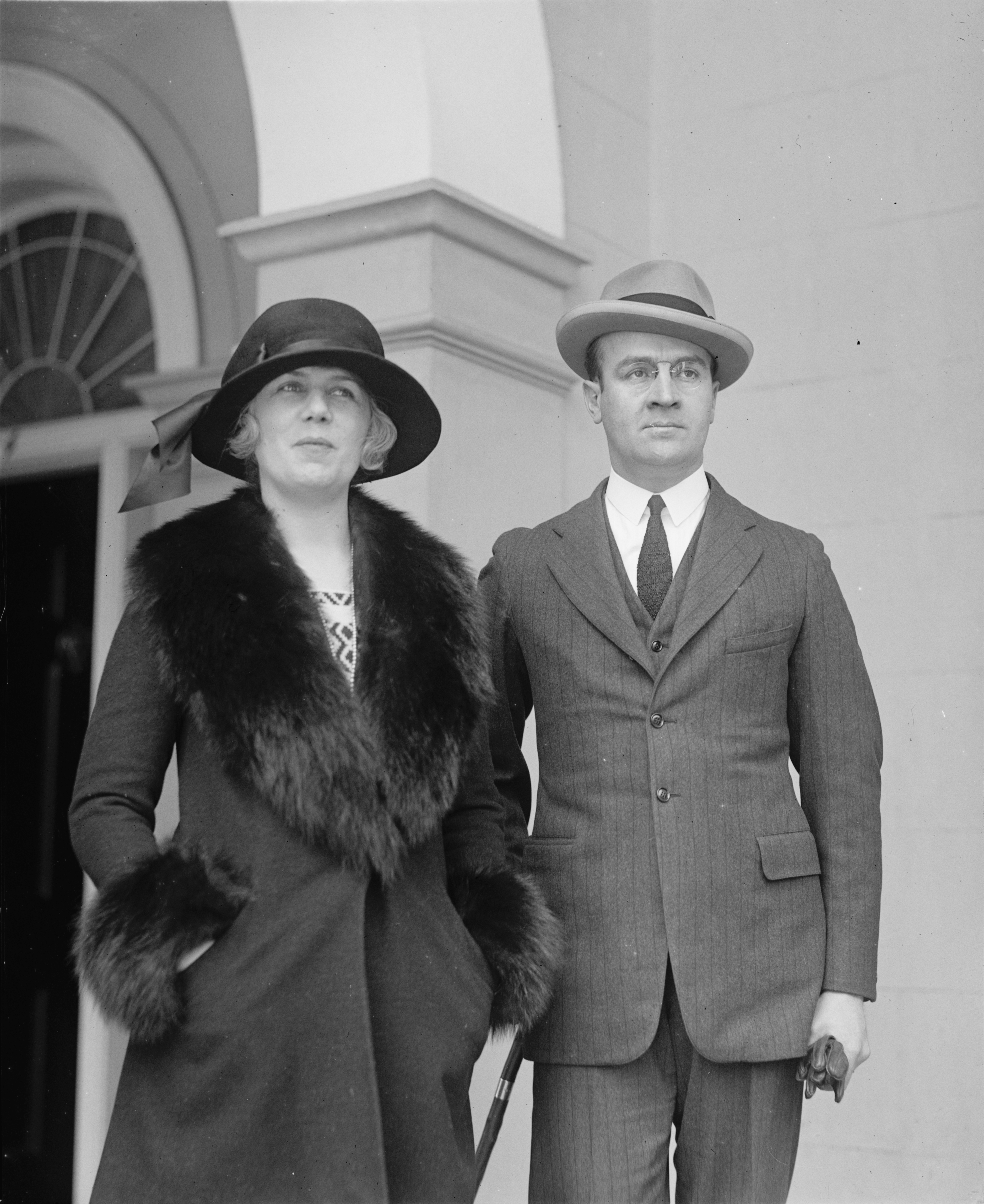
妻とともに

ウォレン・デラノ・ロビンスの父親はチャールズ・アルバート・ロビンス (Charles Albert Robbins, 1854-1889)、母親はキャサリン・ロビンズ・デラノ (Katherine Robbins Delano, 1860-1953) であった。母方の従兄には、第32代アメリカ合衆国大統領フランクリン・ルーズベルトがいた。
アルゼンチン駐在中の1910年9月3日、ロビンスはフランコ・アルヘンティーナ銀行頭取カジミール・デ・ブロインの娘イレーネ・デ・ブロイン (Irene de Bruyn) と結婚した。挙式は、ブエノスアイレスにあるイレーネの実家で行われた。ロビンスは結婚後、妻とともにヨーロッパを周遊し、1910年のクリスマスを過ごした。